# Ein Fall für zwei: Die verlorene Nacht
Die verlorene Nacht ist der Titel der 25. Episode der Krimiserie Ein Fall für zwei mit Günter Strack und Claus Theo Gärtner in den Hauptrollen.

## Handlung
Ein junger Mann mit Amnesie sucht Josef Matula auf, um ihn um Hilfe zu bitten. Auf dem Boden vor dem Bett, in dem er am Morgen aufgewacht sei, habe die Leiche eines Mannes gelegen. Der um Rat gefragte Dr. Renz empfiehlt Matula, gemeinsam mit dem Mann den Neurologen Professor Korte aufzusuchen. Infolge eines Gesprächs mit diesem stellt sich heraus, dass der Mann mutmaßlich handwerklich tätig ist und sich an eine Person namens Willi erinnert, ohne dies näher beschreiben zu können. Professor Korte beschreibt gegenüber Dr. Renz, dass der Patient zwar Verletzungen infolge einer Schlägerei sowie eine heftige Gehirnerschütterung erlitten habe, die fast vollständige Amnesie jedoch möglicherweise nur vortäusche.
Von Kommissar Roland informiert, sucht Dr. Renz den Fundort der Leiche des Installateurs Heinrich Deubel auf, der vermutlich zwei Tage zuvor in seinem Wohnhaus in Kalbach erschlagen worden war. Dessen Sohn heißt Wilhelm und wird Willi genannt. Zudem wohnt der Mitarbeiter Uli Grass mit in dem Haus, der sich als der junge Mann mit der Amnesie herausstellt. Willi Deubel sagt aus, dass er am Tatabend zunächst gemeinsam mit Uli Grass in Frankfurt am Main unterwegs gewesen sei und am späteren Abend ohne Grass seine Freundin aufgesucht habe. Das Verhältnis zwischen seinem Vater und Uli Grass sei problematisch gewesen.
Dr. Renz teilt Uli Grass seinen Namen mit, woraufhin dieser sich an Teile des vergangenen Abends erinnert. Den Mord an Heinrich Deubel bestreitet er jedoch. Renz versucht, Grass davon zu überzeugen, sich bei der Polizei zu stellen. Doch zunächst arrangiert Matula eine Gegenüberstellung mit mehreren Rockern, die Grass erkennen. Sie bestreiten jedoch, für dessen Verletzungen verantwortlich zu sein. Anschließend liefert Matula ihn bei der Polizei ab. Statt sich zu stellen, flüchtet er jedoch unerkannt, woraufhin eine Fahndung nach ihm eingeleitet wird. Er versteckt sich bei Willis Freundin Elke Kirsch und unterstellt Willi, den Mord begangen zu haben, um die Firma seines Vaters erben zu können. 
Als Willi später gemeinsam mit seiner Freundin Beweismittel zu vernichten beabsichtigt, werden die beiden von Matula beobachtet. Diesem gelingt es, das Auto sicherzustellen, in dem Blutspuren von Uli Grass gefunden werden. Gegenüber der Polizei gibt Elke Kirsch daraufhin zu, Heinrich Deubel erschlagen zu haben, als dieser versucht habe, sie zu vergewaltigen. Dies geschah, nachdem sie den infolge der Schlägerei mit den Rockern bewusstlosen Uli Grass nach Hause gebracht hatte.

## Hintergrund
Die Episode wurde überwiegend im Rhein-Main-Gebiet gedreht. Die Kulisse der Kanzlei von Dr. Renz befand sich im Hotel InterContinental Frankfurt. Die Wohnung von Elke Kirsch befand sich in der Adolfsallee in Wiesbaden-Mitte.
Die Autoverfolgung zwischen Josef Matula und Willi Deubel wurde zum Teil auf der Bundesstraße 44 in Höhe der Messe Frankfurt sowie auf der Alten Brücke und in Wiesbaden aufgenommen. Während des Abspanns ist das Vorfeld des Alten Polizeipräsidiums mit dem Platz der Republik zu sehen, an dem sich die Friedrich-Ebert-Anlage mit der Mainzer Landstraße kreuzt.